# Антін Селява
Анті́н (Антоній) Селя́ва (у миру Анаста́сій Селя́ва, пол. Anastazy Antoni Sielawa; 1583 — 5 жовтня 1655, Тикоцин) — єпископ Руської унійної церкви; з 18 березня 1641 року 5-ий Митрополит Київський, Галицький та всієї Руси — предстоятель Руської унійної церкви, письменник-полеміст.

## Життєпис
Родом з полоцьких православних шляхтичів гербу власного. З 1612 року — член Василіянського Чину, в 1617 році висвячений на пресвітера. Учень греко-католицького святого Йосафата Кунцевича, з яким він певний час жив в одній келії. В 1622 році закінчив навчання в Грецькій колегії святого Атанасія в Римі. Архімандрит греко-католицького Свято-Троїцького монастиря у Вільні (з 1622), в Новгородку і Жидичині, після мученицької смерті Йосафата Кунцевича призначений (1623), а в 1624 і висвячений митрополитом Йосифом Велямином Рутським на Архієпископа Полоцького, Вітебського і Мстиславського.
З 1639 року — генеральний вікарій Київської митрополії. Наступник митрополита Рафаїла (Корсака) на Київській та Галицькій митрополичий катедрі (з 1641) з резиденцією в Вільні, зберігши за собою й Полоцьку катедру. Одночасно з 1652 протоархімандрит (генерал) ордену василіян в Речі Посполитій. Конфліктував з православними ієрархами, особливо на території Полоцької архієпархії — Йосифом Бобриковичем, Сильвестром Косовим.
1645 року Селява почав переговори з православними про церковне з'єднання всієї України й Білорусі та створення спільного патріархату, однак смерть митрополита Петра Могили (1647) припинила переговори.
Будучи хворим, у 1648 році передав керування ЧСВВ о. Симону Яцкевичу-Ставровецькому, генеральному консульторові ордену і Битенському ігумену, однак через військові дії скликати капітулу для виборів нового протоархімандрита не вдалося і до своєї смерті митрополит Антін Селява так і залишився очільником ордену. Став фундатором жіночого василіянського монастиря в Мінську, монахині якого займалися опікою бідних дівчат. В 1652 році відкрив при цьому монастирі семінарію. Після важких для Уніятської церкви років Хмельниччини (1648—1654) та під час польсько-московської війни Селява змушений був виїхати з Білорусі на Підляшшя. Під кінець життя був уже сильно хворим і майже повністю осліп. У січні 1655 року доручив керування митрополією Гавриїлові Коленді, а сам змушений був жити у василіянському монастирі в Супраслі. Покидаючи Полоцьк у 1655 році, забрав зі собою в Супрасль найбільшу коштовність Унійної Церкви — труну з мощами святого Йосафата Кунцевича, врятувавши її від московського війська.
Помер на вигнанні у Тикотині на Підляшші. Написав твори: «Антеленхус» (1622) (проти «Еленхусу» Мелетія Смотрицького) і «Життя слуги Божого Йосафата» (1625).